# Pont Poldasht-Shah Takhti
El Pont Poldasht-Shah Takhti és un pont que es troba entre Poldasht a la Província de l'Azerbaidjan Occidental de l'Iran, i el poble de Shah Takhti a la República Autònoma de Nakhtxivan de l'Azerbaitjan. El pont passa sobre el riu Araxes, i serveix com a pas fronterer per a connectar l'exclavament de Nakhtxivan amb l'Azerbaitjan sense haver de passar per Armènia.
El pont té una longitud de 168 metres. La construcció del pont va ser acabada el 2007, i va costar 40 bilions de rials iranians.